# Gobionotothen
Gobionotothen is een geslacht van straalvinnige vissen uit de familie van ijskabeljauwen (Nototheniidae).

## Soorten
- Gobionotothen acuta (Günther, 1880)
- Gobionotothen angustifrons (Fischer, 1885)
- Gobionotothen barsukovi Balushkin, 1991
- Gobionotothen gibberifrons (Lönnberg, 1905)
- Gobionotothen marionensis (Günther, 1880)